# Квалифициран електронен подпис
Квалифициран електронен подпис е електронен подпис, отговарящ на изискванията на Регламент 910/2014 на ЕС (на английски: electronic IDentification, Authentication and trust Services, съкратено eIDAS регламент) за електронни трансакции на вътрешния единен европейски пазар. Той дава възможност да се удостовери авторството на дадено изявление при електронен обмен на данни в течение на продължителен период от време. Квалифицираният електронен подпис се счита за цифров еквивалент на саморъчния подпис.
Списък на вписаните доставчици на квалифицирани удостоверителни услуги и техните уебсайтове може да бъде намерен на уебсайта на Комисия за регулиране на съобщенията